# Тундра Східної Антарктиди
Тундра Східної Антарктиди — антарктичний екорегіон тундри, розташований в Східній Антарктиді.

## Географія
Екорегіон тундри Східної Антарктиди охоплює вільні від постійного льоду ділянки, широко розкидані уздовж узбережжя Східної Антарктиди, що простягається на 2500 км. Він включає території, що лежать на узбережжях Землі Вілкса, Землі Королеви Мері, Землі Вільгельма II та Землі Принцеси Єлизавети, зокрема вільні від льоду ділянки пагорбів Вестфолд та Бангера, а також на деяких сусідніх островах, таких як острови Віндмілл. Узбережжя та острови екорегіону омиваються водами морів Моусона, Дейвіса та Співдружності. Прибережний характер екорегіону відображає його середня висота — близько 116 м над рівнем моря.
Майже 98 % всієї Антарктиди вкрито льодовиками, які містять 90 % світового льоду та майже 70 % прісної води на Землі. Східноантарктичний льодовиковий щит спускається до узбережжя, де переходить у шельфові льодовики, зокрема у шельфовий льодовик Шеклтона та у Західний шельфовий льодовик. Взимку площа морського льоду у Південному океані збільшується у кілька разів, різко відсуваючи кордон відкритого океану від суходолу.
На територію екорегіону претендує Австралія як на частину Австралійської антарктичної території, однак згідно Договору про Антарктику усі територіальні претензії в Антарктиці заморожені до 2048 року.

## Клімат
В межах екорегіону переважає дуже холодний клімат льодовикової шапки (EF за класифікацією кліматів Кеппена) або тундровий клімат (ET за класифікацією Кеппена). Середньорічна температура на узбережжях екорегіону коливається від -5 °C до -10 °C. Влітку температура тут може на кілька тижнів або місяців підійматися вище 0 °C. На узбережжях регіону дмуть сильні стокові вітри. Частина з них лежить на північ від Південного полярного кола. Влітку тут триває полярний день, а взимку сутінки наступають лише на пару годин.

## Флора і фауна
Незважаючи на те, що екорегіон має невелику площу та нерівномірно розподілений по території, він включає одні з найкраще розвинених рослинних угруповань у континентальній Антарктиді, особливо на островах Віндмілл та у інших низинних, вологих районах. На скелях та нестійкому ґрунті ростуть розріджені угруповання, що складаються з кіркових лишайників та подушкових мохів, а на сухих, стабільних схилах та на краю скель мохи утворюють товстий дерновий покрив. Загалом в екорегіоні зустрічається 32 види мохів та понад 120 видів лишайників. Одним з найбільш поширених в регіоні видом мохів є антарктичний розтріщеник (Schistidium antarctici), який вирізняється здатністю утримувати багато вологи.
Наземна фауна регіону представлена безхребетними тваринами, такими як нематоди, тихоходи, кліщі та колемболи. Що стосується вищих хребетних, то в екорегіоні є 30 гніздових колоній пінгвінів Аделі (Pygoscelis adeliae), загальна популяція яких нараховує понад 420 000 гніздових пар. Дві дуже великі колонії, популяція кожної з яких становить понад 100 000 пар, зустрічаються на півдні пагорбів Вестфолд та на островах Рауер. Серед пагорбів Вестфолд також зустрічається понад 300 солоних озер, цікавих своєю біотою. На острові Хаукер, недалеко від пагорбів Вестфолд, розташована найпівденніша гніздова колонія гігантських буревісників (Macronectes giganteus) у світі. Серед інших птахів, поширених в екорегіоні, слід відзначити антарктичних поморників (Stercorarius maccormicki), антарктичних буревісників (Thalassoica antarctica), південних буревісників (Fulmarus glacialoides), білих буревісників (Pagodroma nivea), пінтадо (Daption capense), океанників Вільсона (Oceanites oceanicus), антарктичних пінгвінів (Pygoscelis antarcticus) та імператорських пінгвінів (Aptenodytes forsteri).
Окрім пінгвінів та інших морських птахів на узбережжях екорегіону також зустрічаються тюлені-крабоїди (Lobodon carcinophaga), тюлені Росса (Ommatophoca rossii), тюлені Ведделла (Leptonychotes weddellii) та морські леопарди (Hydrurga leptonyx). Ці ластоногі більшу частину часу проводять серед пакових льодів антарктичного шельфу, однак іноді виповзають на пляжі.

## Збереження
Територія екорегіону перебуває під захистом Протоколу про охорону навколишнього середовища згідно Договору про Антарктику. Тут розташовані 8 особливих антарктичних природоохоронних територій, сім з яких призначені для захисту вразливих екосистем та відзначення унікальних екологічних особливостей.
В межах екорегіону розташовано дев'ять антарктичних дослідницьких станцій: австралійські станції Кейсі і Дейвіс, російські станції Дружна-4, Прогрес-2 та Мирний, китайська станція Чжуншань, індійська станція Бгараті, румунська станція Лоу-Раковиці та польська станція імені А.Б. Домбровського. Щороку ці станції відвідують до 500 науковців. Натомість туристи рідко відвідують цей регіон.